# Teufelsee und Pfaffensee zwischen Echzell und Reichelsheim-Weckesheim
Das Naturschutzgebiet Teufelsee und Pfaffensee zwischen Echzell und Reichelsheim-Weckesheim liegt im Wetteraukreis in Hessen.
Das etwa 93,7 ha große Gebiet, das im Jahr 1998 unter der Kennung 1440037 unter Naturschutz gestellt wurde, umschließt die Tagebaurestseen Teufelsee und Pfaffensee im Wetterauer Braunkohlerevier. Es erstreckt sich südwestlich des Kernortes von Echzell und nordöstlich von Weckesheim, einem Stadtteil von Reichelsheim. Am nordwestlichen Rand des Gebietes verläuft die Landesstraße L 3412, westlich des Gebietes verläuft die Kreisstraße K 179 und östlich die K 180.
In der Umgebung liegen diese Naturschutzgebiete (NSG):
- nordwestlich das etwa 6,4 ha große NSG Im Grenzstock von Gettenau
- östlich das etwa 81,2 ha große NSG Bingenheimer Ried.